# Любов зла (фільм, 2025)
Любов зла (англ. Love Hurts) — американський комедійний бойовик 2025 року режисера Джонатана Ейсебіо, його режисерський дебют, за сценарієм Метью Мюррея, Джоша Стоддарда та Люка Пассмора. У фільмі зіграли Ке Хюі Кван, Аріана ДеБоз, Деніел Ву, Мустафа Шакір, Аналі Тіптон, Кем Жиґанде, Ріс Дарбі, Андре Еріксен, Маршон Лінч і Шон Астін. Сюжет розповідає про колишнього кілера, який став ріелтором, який дізнається, що його брат полює на нього, коли він возз'єднується зі своїм колишнім партнером.
Фільм вийшов у США 7 лютого 2025 року, випущений студією Universal Pictures. Він отримав загалом негативні відгуки критиків.

## Сюжет
Марвін Гейбл — успішний агент з нерухомості, який нещодавно був нагороджений найвищою нагородою від свого боса, друга та наставника Кліффа Куссіка. Його часто супроводжує його цинічно депресивна помічниця Ешлі, яка постійно погрожує залишити роботу, незважаючи на підбадьорливі слова Марвіна. Насправді, Марвін є колишнім кілером для «Компанії», якою керує його брат Елвін «Кастет», з яким вони посварилися. Марвін мав усунути молоду юристку на ім'я Роуз після того, як вона вкрала в «Компанії», але через свою любов до неї він в останній сказав їй тікати, а сам вирішив залишити своє старе життя позаду.
У теперішньому, незадовго до Дня святого Валентина, Марвін отримує листа від Роуз. Пізніше він стикається з Рейвеном, одержимим поезією вбивцею з ножами, якого найняли, щоб вибити з Марвіна місцезнаходження Роуз. Марвін вирубає Рейвена і залишає його в офісі. Він повертається додому, щоб зібрати свої речі, але до нього заявляються ще два агенти — Кінг і Отіс. Марвін бореться з ними аж допоки раптово не з'являється Роуз, оглушує і забирає його до своєї схованки в стриптиз-клубі. Тим часом Ешлі знаходить Рейвена, і, вражена його поезією, закохується в нього, а він, у свою чергу, вражений її повагою до його роботи. Кліфф йде до будинку Марвіна, де він стикається з Кастетом, який розповідає йому про колишній спосіб життя Марвіна. Незважаючи на це, Кліфф поважає зусилля Марвіна змінитися, і Кастет вбиває його, коли той заявляє, що вони «брати».
Роуз розповідає Марвіну, що вона зібрала неймовірну кількість інформації про часте відмивання грошей Кастетом, виявивши, що він обманював кількох партнерів і навіть викрала його бухгалтера Кіппі Беттса. Роуз також шантажувала праву руку Кастета Ренні Мерлоу, який, в свою чергу, планував обдурити її. Роуз планує використати інформацію Кіппі, щоб нарешті прибрати Кастета, і хоче, щоб Марвін повернувся до «старих методів», щоб допомогти їй. Вони сховались в одному з будинків, які Марвін продає, але прибуває пара його клієнтів, що змушує Марвіна займатися робочими справами з ними. Він зв'язується з Ешлі і просить, щоб вона принесла документи, не знаючи, що Рейвен з нею. Кіппі вдається втекти та зв'язатися з Ренні, повідомивши йому місце знаходження Марвіна, і той відправляє туди Кінга та Отіса.
Коли Роуз йде, щоб протистояти Кастету, Рейвен, Ешлі, Отіс і Кінг прибувають і спалахує бійка, в результаті якої гине надмірно затятий суперник Марвіна, Джефф Закс. Марвін і Рейвен об'єднуються і вирубають Отіса і Кінга, але Ешлі наполягає на тому, щоб Марвін і Рейвен припинили свою боротьбу, оскільки вона закохана в останнього. Натхненний цим, Марвін переслідує Роуз до схованки Кастета, і вони борються з його людьми, а Мерлоу гине. Зрозумівши, що його брат убив Кліффа, Марвін вступає в останній бій з Кастетом, який закінчується його перемогою. Роуз розповідає, що зв'язалася з російськими гангстерами, яких Кастет обдурив, у результаті вони прийшли і забрали його. Нарешті Марвін зізнається в коханні до Роуз, гордо приймаючи своє минуле та майбутнє.

## Акторський склад
- Ке Хюі Кван у ролі Марвіна Ґейбла, колишнього вбивці, який став успішним ріелтором
- Аріана ДеБоз у ролі Роуз Карлайл, адвоката та дівчини Марвіна
- Деніел Ву[en] в ролі Елвіна «Наклза» Гейбла, молодшого брата Марвіна
- Маршон Лінч[en] у ролі Кінга
- Мустафа Шакір[en] — Рейвен
- Аналі Тіптон — Ешлі
- Ріс Дарбі[en] в ролі Кіппі Беттса
- Андре Еріксен[no] — Отіс
- Шон Астін у ролі Кліффа Кассіка, колишнього наставника Марвіна
- Кем Жиґанде в ролі Ренні Мерло
- Дрю Скотт[en] у ролі Джеффа Закса

## Виробництво
У січні 2024 року повідомлялося, що бойовик під назвою «З любов'ю» режисера Джонатана Ейсебіо перебував у розробці, сценарій написали Люк Пассмор, Джош Стоддард і Меттью Мюррей, а головну роль виконає Ке Хюі Кван. У березні Аріана ДеБоз приєдналася до акторського складу в нерозкритій ролі. У квітні Деніел Ву, Маршон Лінч, Мустафа Шакір, Кем Жиґанде, Андре Еріксен і Аналі Тіптон приєдналися до акторського складу фільму. Основні зйомки розпочалися 1 квітня у Вінніпезі, Манітоба, і завершилися 17 травня 2024 року. Бюджет виробництва склав 18 мільйонів доларів. У жовтні 2024 року фільм було перейменовано з «З любов'ю» на «Любов зла», і стало відомо, що до акторського складу приєднався Шон Астін.

## Реліз
«Любов зла» вийшла у США 7 лютого 2025 року, випущена компанією Universal Pictures.

## Сприйняття

### Касові збори
Станом на 7 березня 2025 року «Любов зла» зібрала 15,6 мільйона доларів у США та Канаді та 1,8 мільйона доларів на інших територіях, а світові збори склали 17,4 мільйона доларів.
У Сполучених Штатах і Канаді «Любов зла» вийшов разом із «Очима-серцями» і, за прогнозами, мав зібрати 7–8 мільйонів доларів у 3055 кінотеатрах у перші вихідні. Фільм заробив 2,6 мільйона доларів за перший день, включаючи приблизно 850 000 доларів від попереднього перегляду ввечері в четвер. Він дебютував з 5,8 мільйона доларів, фінішувавши третім після «Людопса» і «Очей-сердець». Він заробив 4,2 мільйона доларів у другий вікенд, фінішувавши на шостому місці, і випав з першої десятки касових зборів на четвертий вікенд.

### Критика
На веб-сайті агрегатора рецензій Rotten Tomatoes 18 % із 146 відгуків критиків є позитивними із середньою оцінкою 4,0/10. Консенсус веб-сайту звучить так: «Упсі.» Metacritic, який використовує середньозважену оцінку, поставив фільму 34 бали зі 100 на основі 43 критиків, вказуючи на «загалом несприятливі» рецензії. Глядачі, опитані CinemaScore, дали фільму середню оцінку «C+» за шкалою від A+ до F, тоді як опитані PostTrak дали йому загальну позитивну оцінку в 61 %, з яких 41 % сказали, що вони «однозначно рекомендують» його.
Роберт Деніелс з RogerEbert.com дав фільму одну з чотирьох зірок і написав: «Любов зла страждає від проблем із зобов'язаннями. Романтичний комедійний бойовик хоче бути ретроспективним програмістом із сучасним блиском, але не інвестує в романтику, бойовик чи навіть комедію, яку намагається продати».
Річард Ропер з «Chicago Sun-Times» дав йому півтори зірки з чотирьох, написавши: «Це так, наче вони взяли різні інгредієнти з каталогу Квентіна Тарантіно, змішали їх у суміш боїв із франшизи Борна (тільки без справжнього відчуття загрози), всипали в них якісь безглузді спроби чорного гумору, кинули їх у несправний AI блендер і натиснули „Пюре“. Зі знятою кришкою».
Бен Кенігсберг з The New York Times пожартував, що «акцент робиться на „…зла“, а не на „любов“». Він похвалив екшн-сцени фільму, але вважав, що сюжет і взаємодія персонажів були нудними та беззмістовними.